# Liste der lettischen Abgeordneten zum EU-Parlament (2004–2009)
Die Liste der lettischen Abgeordneten zum EU-Parlament (2004–2009) listet alle lettischen Mitglieder des 6. Europäischen Parlaments nach der Europawahl in Lettland 2004.

## Mandatsstärke der Parteien
- G/EFA: 1
- ALDE: 1
- EVP-ED: 3
- UEN: 4

| Nationale Partei                             | Mandate | Fraktion                                                                   |
| -------------------------------------------- | ------- | -------------------------------------------------------------------------- |
| Tēvzemei un Brīvībai/LNNK (TB/LNNK)          | 4       | Union für das Europa der Nationen (UEN)                                    |
| Jaunais laiks (JL)                           | 2       | Fraktion der Europäischen Volkspartei und europäischer Demokraten (EVP-ED) |
| Tautas partija (TP)                          | 1       | Fraktion der Europäischen Volkspartei und europäischer Demokraten (EVP-ED) |
| Par cilvēka tiesībām vienotā Latvijā (PCTVL) | 1       | Die Grünen/Europäische Freie Allianz (G/EFA)                               |
| Latvijas Ceļš (LC)                           | 1       | Fraktion der Allianz der Liberalen und Demokraten für Europa (ALDE)        |
| Gesamt                                       | 9       |                                                                            |

## Abgeordnete
| Bild | MEP                      | von           | bis           | Partei  | Fraktion | Anmerkungen |
| ---- | ------------------------ | ------------- | ------------- | ------- | -------- | ----------- |
|      | Georgs Andrejevs         | 20. Juli 2004 | 13. Juli 2009 | LC      | ALDE     |             |
|      | Valdis Dombrovskis       | 20. Juli 2004 | 13. Juli 2009 | JL      | EVP-ED   |             |
|      | Guntars Krasts           | 20. Juli 2004 | 13. Juli 2009 | TB/LNNK | UEN      |             |
|      | Ģirts Valdis Kristovskis | 20. Juli 2004 | 13. Juli 2009 | TB/LNNK | UEN      |             |
|      | Aldis Kušķis             | 20. Juli 2004 | 13. Juli 2009 | JL      | EVP-ED   |             |
|      | Rihards Pīks             | 20. Juli 2004 | 13. Juli 2009 | TP      | EVP-ED   |             |
|      | Inese Vaidere            | 20. Juli 2004 | 13. Juli 2009 | TB/LNNK | UEN      |             |
|      | Tatjana Ždanoka          | 20. Juli 2004 | 13. Juli 2009 | PCTVL   | G/EFA    |             |
|      | Roberts Zīle             | 20. Juli 2004 | 13. Juli 2009 | TB/LNNK | UEN      |             |